# Cassius Baloyi
Cassius Baloyi (ur. 5 listopada 1974 w Giyani) – południowoafrykański bokser, były dwukrotny zawodowy mistrz świata organizacji IBF w kategorii junior lekkiej (do 130 funtów).
Zawodową karierę rozpoczął w styczniu 1994. Wygrał swoich dwadzieścia sześć pierwszych walk, pokonując między innymi przyszłego mistrza świata IBF w kategorii piórkowej Franka Toledo, byłego mistrza świata IBF w tej samej kategorii Hectora Lizarragę oraz byłego mistrza świata WBO Steve Robinsona. W 2001 zmienił kategorię wagową na wyższą. 3 listopada 2001 doznał pierwszej porażki - przegrał na punkty z rodakiem Phillipem N'dou.
W 2002 stoczył dwie zwycięskie walki, między innymi z dwukrotnym mistrzem IBF, Mbulelo Botile (TKO w 11 rundzie). Następne walki stoczył dopiero w 2004 roku. 20 listopada 2004 pokonał na punkty byłego mistrza świata IBF w kategorii super piórkowej, Lehlohonolo Ledwabę. Pięć miesięcy później doszło między tymi bokserami do pojedynku rewanżowego, który ponownie na punkty wygrał Baloyi. 31 sierpnia 2005 doznał drugiej porażki w karierze, przegrywając na punkty z Isaakiem Hlatshwayo.
Równo dziewięć miesięcy później zdobył tytuł mistrza świata IBF, pokonując przez techniczny nokaut w jedenastej rundzie pięciokrotnego zawodowego mistrza świata, Manuela Medinę. Tytuł stracił już jednak w następnej walce odbytej zaledwie dwa miesiące później, przegrywając na punkty z Gairy St. Clairem.
5 lipca 2007 w pojedynku eliminacyjnym IBF ponownie zmierzył się z Mediną. Walka zakończyła się jednak remisem w czwartej rundzie z powodu głębokiego rozcięcia skóry pod prawym okiem Mediny, spowodowanego przypadkowym zderzeniem głowami. W konsekwencji doszło do kolejnej walki eliminacyjnej, w której Baloyi zmierzył się z St. Clairem i wygrał z Australijczykiem na punkty.
Po tym zwycięstwie Baloyi został oficjalnym pretendentem do pojedynku o tytuł mistrza świata IBF. 12 kwietnia 2008 zmierzył się z dotychczasowym mistrzem, swoim rodakiem Mzonke Faną i odebrał mu pas mistrzowski wygrywając decyzją większości na punkty. 13 września tego samego roku po raz pierwszy obronił swój tytuł, pokonując przez techniczny nokaut w trzeciej rundzie z Javiera Osvaldo Alvareza.
18 kwietnia 2009 roku stracił pas mistrzowski, przegrywając przez techniczny nokaut w siódmej rundzie z Malcolmem Klassenem. Na ring powrócił w październiku tego samego roku, pokonując w walce eliminacyjnej IBF Argentyńczyka Roberto Davida Arrietę.